# 44e Legerkorps (Wehrmacht)
Het Duitse 44e Legerkorps (Duits: Generalkommando XXXXIV. Armeekorps) was een Duits legerkorps van de Wehrmacht tijdens de Tweede Wereldoorlog. Het korps kwam in actie in de Frankrijk veldtocht, 2e fase. Vervolgens vocht het korps aan het oostfront tot het augustus 1944, altijd aan het zuidelijk deel van het front.

## Krijgsgeschiedenis

### Oprichting
Het 44e Legerkorps werd opgericht op 15 april 1940 in Wehrkreis XVII. 

### 1940
Het korps bleef tijdens Fall Gelb gelegerd rond Bonn. Pas tussen 2 en 5 juni werd het korps naar het gebied Saint-Quentin langs de Somme. In fase 1 van Fall Rot trok het korps naar het zuiden, over de Aisne naar de Marne ten oosten van Parijs. Vervolgens trok het korps in fase 2 op langs Orléans naar Vierzon. Al snel na de val van Frankrijk werd het korps in juli 1940 verplaatst naar het Generaal-gouvernement.

### 1941
Bij het begin van Operatie Barbarossa op 22 juni 1941 beschikte het korps, als deel van het 6e Leger, over de 9e, 57e, 262e en 297e Infanteriedivisies. Het korps rukte vanuit het Generaal-gouvernement op naar de Westelijke Boeg bij Sokal en Kristinopol. De troepen werden tijdens de tankslag bij Dubno-Lutsk-Rivne bij Brody blootgesteld aan sterke tegenaanvallen door de Sovjet 15e Gemechaniseerde Korps. Nadat deze aanvallen afgeweerd waren, werd de opmars voortgezet richting Kazatin. In augustus 1941 was het korps toegewezen aan de Panzergruppe 1 tijdens de tankslag bij Uman en rukte na afloop daarvan op naar de Dnjepr. Tijdens de omsingelingsslag om Kiev in september 1941 beveiligde het korps de Dnjepr-sector bij Tsjerkasy met de 68e en 297e Infanteriedivisies. Vervolgens stak het korps de Dnjepr over en stootte door Oekraïne recht naar het oosten en bereikte in november het gebied rond Slavyansk.

### 1942

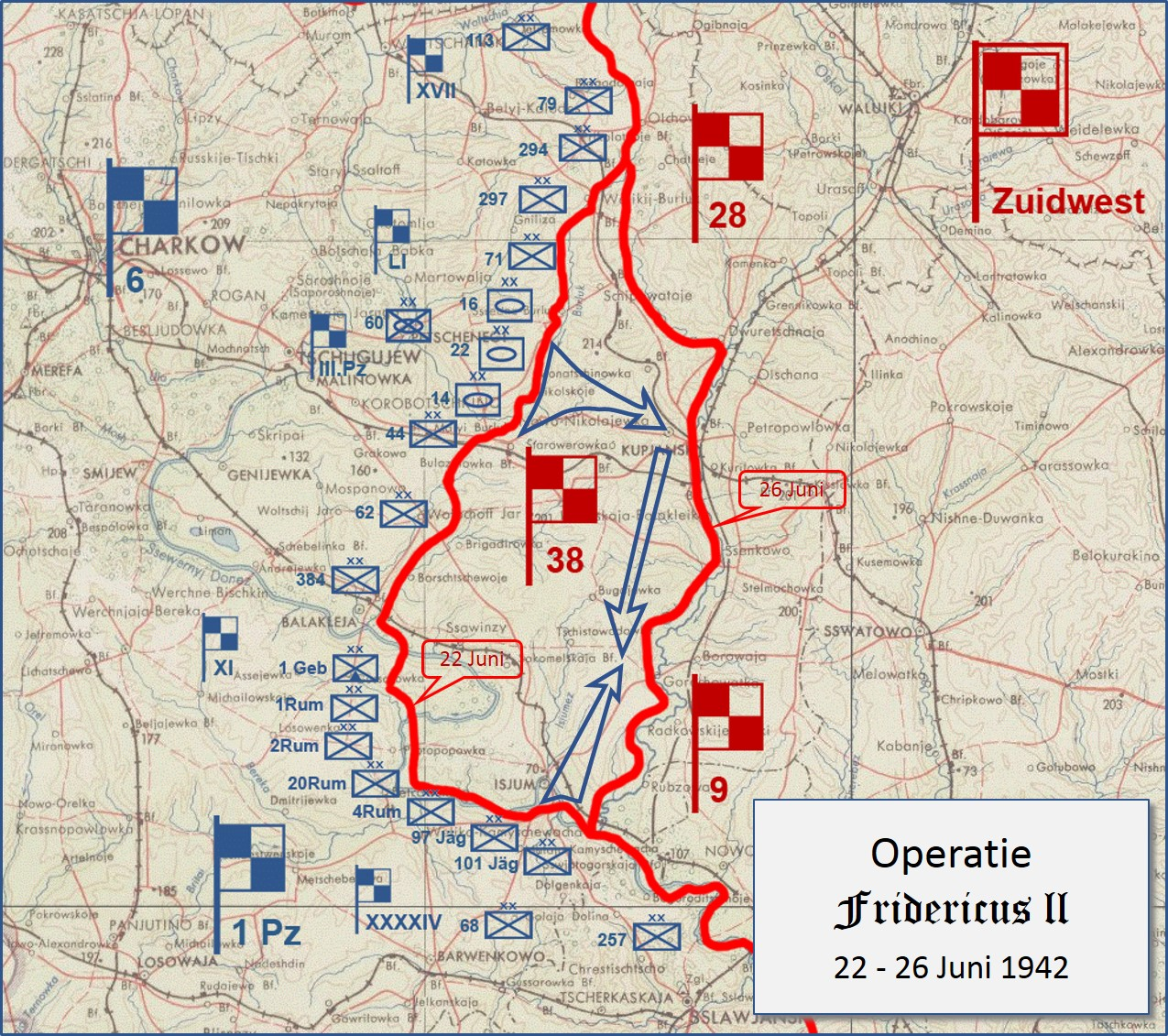
Operatie Fridericus II in juni 942

In januari 1942 werd het korps deels teruggedrongen door het Sovjet Barvenkovo–Lozovaya Offensief. Het korps moest buigen maar kon zijn stellingen goeddeels behouden en vormde daarna de zuidoost zijde van de Barvenkovo-saillant. Tijdens de Tweede Slag om Charkov in mei 1942, nam het korps deel aan het succesvolle tegenoffensief "Fridericus" op 17 mei, met in eerste instantie de 68e, 384e en 389 Infanteriedivisies, de 97e Lichte Divisie en de 16e Pantserdivisie. Samen optrekkend met het 3e Pantserkorps, vormde het de hoeksteen bij Izium van de omsingeling van grote aantallen Sovjet troepen. Van 22 tot 26 juni nam het korps een belangrijke taak op zich tijdens Operatie Fridericus II. Tijdens het Duitse zomeroffensief in juli 1942, Fall Blau, trok het korps uit het gebied van Slavyansk over de Don in Konstantinovsk en verder naar de Kaukasus. Na de opmars naar Majkop probeerde het korps tevergeefs door te breken naar Toeapse en de Zwarte Zee.

### 1943
In het voorjaar van 1943 werd het korps teruggetrokken naar het Koebanbruggenhoofd. Hier doorstond het korps meerdere maanden van harde gevechten in de centrale sector, maar kon te allen tijde zijn frontlijn intact houden. Op 9 april stonden onder bevel de 97e en 101e Jägerdivisie, de 9e Infanteriedivisie, de 19e Roemeense Infanteriedivisie en de 3e Roemeense bergdivisie. In de nacht van 15 op 16 september begon het korps met Operatie Brunhild, de gecontroleerde terugtrekkingen richting de Straat van Kertsj en op 25 september had het korps het Taman schiereiland verlaten. Het korps werd onmiddellijk naar Oekraïne gebracht om het in problemen verkerende 6e Leger te versterken langs de  Dnjepr. Begin november lag het korps nog in een bruggenhoofd bij Cherson op de oostelijke oever van de Dnjepr, maar in december lag de frontlinie al op de westoever.

### 1944

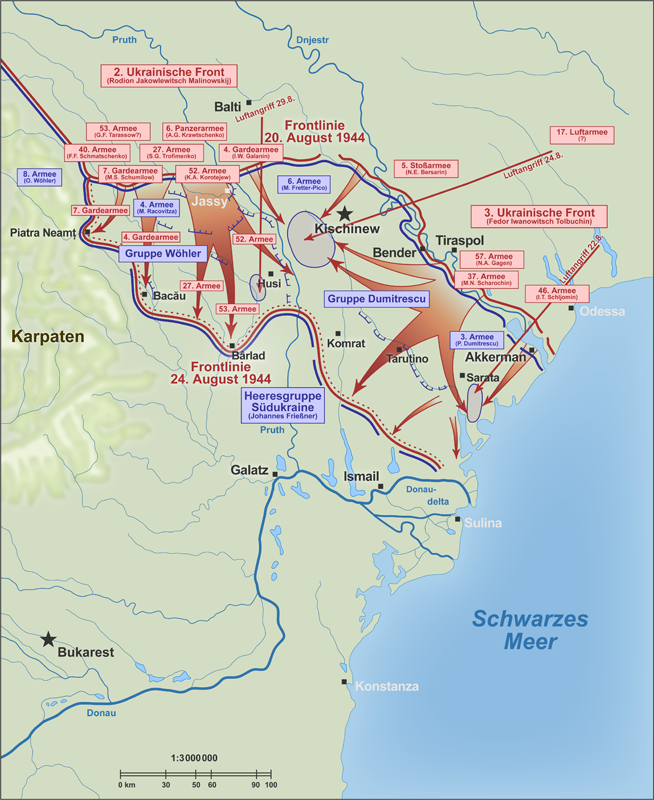
Het Sovjet Iași–Chișinău offensief

Op 6 maart 1944 zette het 3e Oekraïense Front zijn “Bereznegovato-Snigirev” offensief in, stak de Dnjepr over en veroverde op 13 maart 1944 Cherson. Het korps moest terugwijken en trok in 12 dagen terug tot achter de Zuidelijke Boeg. Maar de Sovjettroepen stopten niet, trokken de Zuidelijke Boeg over en veroverden op 28 maart Nikolajev. Vervolgens zetten ze hun opmars door richting Odessa. Het korps kon er eenvoudigweg niets tegenover stellen en moest terugtrekken. Op 1 april lag het korps al ter hoogte van Odessa en vervolgens door tot achter de Dnjestr in Moldavië. Het front stabiliseerde zich daar en de Duitse en Roemeense troepen konden op adem komen langs de Dnjestr gedurende vier maanden. Op 20 augustus begon het Sovjet Iași–Chișinău Offensief. Het korps, met de 62e, 258e, 282e en 335e Infanteriedivisies ten noorden van Chisinau in de frontlijn, werd niet direct aangevallen, maar troepen op beide flanken wel. De Sovjet-troepen van het 2e en 3e Oekraïense Front ontmoetten elkaar op 23 augustus bij Leova aan de Proet. In deze operatie waren 16 Duitse divisies van het 6e Leger omsingeld. Het korps vocht zich moeizaam terug, tezamen met 3 andere korpsen, maar een overgang over de Proet lukte niet meer tegenover de Sovjet-overmacht. In de dagen rond 27 augustus was er van een georganiseerde leiding of weerstand al geen sprake meer. 

Op 29 augustus hield het 44e Legerkorps op te bestaan bij Tomai. Officieel werd het korps op 27 september 1944 ontbonden.

## Bovenliggende bevelslagen
| Leger              | Legergroep              | Plaats/regio          | Begin                  | Eind                   |
| ------------------ | ----------------------- | --------------------- | ---------------------- | ---------------------- |
| direct onder bevel | Heeresgruppe B          | Bonn                  | mei 1940               | mei 1940               |
| 6. Armee           | Heeresgruppe B          | Aisne, Loire          | juni 1940              | juli 1940              |
| direct onder bevel | Heeresgruppe C          | Frankrijk             | begin juli 1940        | 13 juli 1940           |
| 18. Armee          | OKH                     | Generaal-gouvernement | juli 1940              | september 1940         |
| 4. Armee           | Heeresgruppe B          | Generaal-gouvernement | september 1940         | juni 1941              |
| 6. Armee           | Heeresgruppe Süd        | Brody, Dnjepr         | juni 1941              | augustus 1941          |
| Panzergruppe 1     | Heeresgruppe Süd        | Uman                  | augustus 1941          | september 1941         |
| 17. Armee          | Heeresgruppe Süd        | Dnjepr, Donets, Izium | september 1941         | 24 juni 1942           |
| 1. Panzerarmee     | Heeresgruppe Süd        | Donets, Don           | 24 juni 1942           | 9 juli 1942            |
| 1. Panzerarmee     | Heeresgruppe A          | Don, Kaukasus         | 9 juli 1942            | 1e helft augustus 1942 |
| 17. Armee          | Heeresgruppe A          | Kaukasus, Koeban      | 1e helft augustus 1942 | eind september 1943    |
| 6. Armee           | Heeresgruppe A          | Dnjepr, Nikopol       | oktober 1943           | december 1943          |
| 3e Roemeense Leger | Heeresgruppe A          | Dnjepr, Nikopol       | januari 1944           | februari 1944          |
| 6. Armee           | Heeresgruppe A          | Uman                  | maart 1944             | 1 april 1944           |
| 6. Armee           | Heeresgruppe Südukraine | Dnjestr, Chisinau     | 1 april 1944           | 29 augustus 1944       |

## Commandanten

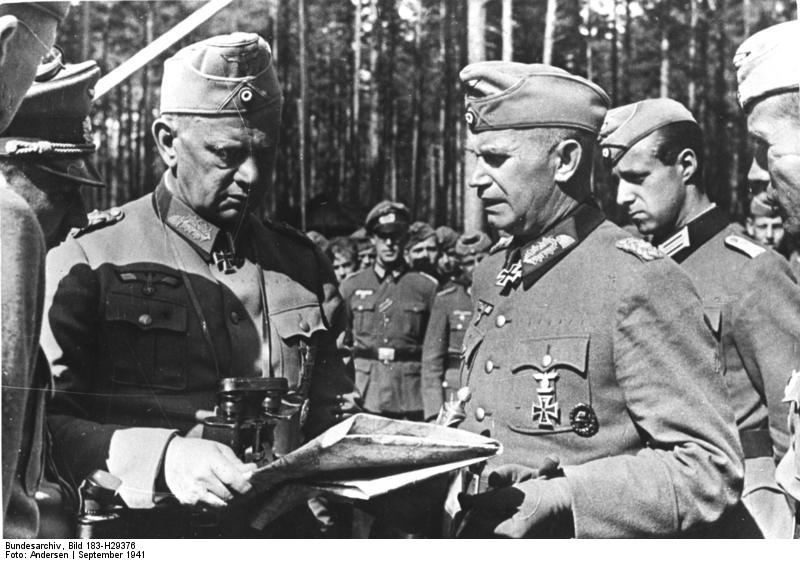
Veldmaarschalk von Reichenau laat zich door Generalleutnant Otto Stapf informeren over de situatie

| Rang                   | Naam                  | Begin            | Eind             |
| ---------------------- | --------------------- | ---------------- | ---------------- |
| General der Infanterie | Fritz Koch            | 15 april 1940    | 10 december 1941 |
| Generalleutnant        | Otto Stapf            | 1 januari 1942   | 26 januari 1942  |
| General der Artillerie | Maximilian de Angelis | 26 januari 1942  | 30 november 1943 |
| General der Infanterie | Friedrich Köchling    | 30 november 1943 | 15 januari 1944  |
| General der Artillerie | Maximilian de Angelis | 15 januari 1944  | 8 april 1944     |
| General der Infanterie | Ludwig Müller         | 8 april 1944     | 29 augustus 1944 |